# Hans Taihuttu
M.J. Hans Taihuttu (né en 1909 et mort à une date inconnue) était un joueur de football indonésien, qui jouait en attaque.

## Biographie
Il joue pendant sa carrière dans le club du Jong Ambon Batavia.
Il fait partie de l'effectif de l'équipe des Indes orientales néerlandaises, qui est le premier pays d'Asie à participer à une coupe du monde, à savoir celle de 1938.
L'équipe des Indes néerlandaises s'incline 6-0 au 1er tour contre la Hongrie, future finaliste de la compétition.